# Pusté Čemerné
Pusté Čemerné je obec na Slovensku v okrese Michalovce, která leží v Laboreckém výběžku Východoslovenské nížiny. Žije v ní 374 obyvatel.

## Historie
První písemná zmínka o vesnici pochází z roku 1254. Archeologické, písemné a jazykové doklady vedou k poznatku, že obec byla obydlena už v mladší době kamenné.
Obec Čemerné se v písemnostech od 13. století vyskytuje pravidelně ve formě Chemernye, což byl tvar staršího slovenského názvu Čemerná (Ves). Její název koření ve slovech čemerné (nemoc) a čemeřice (bylina, která léčí tuto nemoc). Název Márk-Csemernye se datuje od roku 1473. Od roku 1920 se používá oficiální název obce Pusté Čemerné.
Čemerná nepochybně existovala již před 13. stoletím, případně před 11. stoletím. Vesnice patřila více pánům a často měnila majitele. Před rokem 1332 byla farností s kostelem svaté Alžběty. Místní sídliště mělo v roce 1600 obývaných třináct poddanských domů, kurii pro zemany, kostel, faru i školu. Na přelomu 16. a 17. století bylo Čemerné středně velkou vesnicí s poddanským, zemanským i farním obyvatelstvem. V průběhu 17. století selské domácnosti zchudly a ubývalo jich. V důsledku toho bylo Čemerné na přelomu 17. a 18. století jen malou vesničkou.

## Pamětihodnosti
Řeckokatolický kostel sv. Mikuláše, jednolodní barokně-klasicistní stavba s půlkruhovým ukončením presbytáře a představěnou věží, z konce 18. století. Úpravami prošel na začátku 20. století a v roce 1941. Interiér je zaklenut valenou klenbou s lunetami. Fasády chrámu jsou členěny lizénami a půlkruhově ukončenými okny. Portál má trojúhelníkovou supraportu s tympanonem. Věž je ukončena jehlancovou helmicí.
Obec vlastní samostatnou originální mapu z roku 1866 Parzellen-protocollo, která pomohla při zrekonstruování obyvatelstva a je prvním hodnověrným historickým materiálem, ze kterého známe všechny vlastníky zdejších domů a rozsah majetku hraběte Alexandra Sirmaia.Tehdejší obyvatelé se zabývali zemědělstvím, dřevorubectvím a zčásti i pálením dřevěného uhlí.